# 松久朋琳
松久 朋琳（まつひさ ほうりん、1901年（明治34年）10月22日 - 1987年（昭和62年）9月1日）は、仏師。京都市生まれ。本名は茂次。

## 略歴
10歳より仏像彫刻をはじめ、およそ70年余りの間仏像を彫り続けた。代表作は大阪四天王寺仁王像、京都鞍馬寺魔王尊像、奈良法華寺十一面観音御前立像。京都で活躍。佐賀県本福寺の本堂両脇の千手観音・地蔵菩薩も朋琳によって彫刻された。
晩年は京都仏像彫刻研究所を主宰、創作活動の傍ら仏像彫刻の普及に努めた。
1987年9月1日、腹部動脈瘤のため死去。

## 著書
- 「京仏師六十年」日貿出版社、1973年、新版1981年ほか
- 「仏像彫刻のすすめ」日貿出版社、1973年、新版2016年ほか、ISBN 4817050314。
- 「仏像を彫る　ある京仏師の回想」新人物往来社、1975年
- 「京の絵暦　京仏師が語る〈明治・大正・昭和〉三代の風俗史」中外日報社、1981年
- 「佛の聲を彫る　京佛師一代」日本教文社、1982年
- 「一心一仏　京仏師独り語り」講談社、1985年
- 「御手の上にて」日本教文社、1987年11月。遺著

共著
- 松久宗琳と共著 「続・仏像彫刻のすすめ」日貿出版社、1975年、新版2007年ほか、ISBN 4817050926。
- 松久宗琳「仏像彫刻の技法」（監修） 日貿出版社、1978年、新版2005年ほか
- 「人に会う　み佛に会う　松久朋琳・田中忠雄対談録」日本教文社、1984年
- 西岡常一と共著「木のこころ 仏のこころ」春秋社、1986年、新版2006年ほか、ISBN 439313639X。聞き手青山茂（元毎日新聞記者）

### 写真集・評伝
- 駒沢晃「大仏師松久朋琳・宗琳　人と作品」春秋社、1984年
- 駒沢晃「一佛一会　大佛師松久朋琳の世界」日本教文社、1987年
- 長尾三郎「日本人の魂を彫る　「夢の王国」をもとめた松久朋琳・宗琳の心の遍歴」講談社、1990年